# Katerina Dimitrowa
Katerina Dimitrowa (bulgarisch Катерина Димитрова, englische Schreibweise: Katerina Dimitrova; * 9. Januar 2004) ist eine bulgarische Tennisspielerin.

## Karriere
Dimitrowa spielt bislang hauptsächlich Turniere auf der ITF Women’s World Tennis Tour, wo sie bisher zwei Titel im Doppel gewinnen konnte.
2018 nahm sie im Januar am Les Petits As und am Tennis Europe Junior Masters der U14 und U16 teil.

### College Tennis
Seit 2024 spielt Dimitrowa für das Damentennisteam der Nittany Lions der Penn State University.

## Turniersiege

### Doppel
| Nr. | Datum           | Turnier   | Kategorie | Belag     | Partnerin          | Finalgegnerinnen                     | Ergebnis         |
| --- | --------------- | --------- | --------- | --------- | ------------------ | ------------------------------------ | ---------------- |
| 1.  | 9. Oktober 2021 | Sosopol   | ITF W15   | Hartplatz | Oana Gavrilă       | Dschulija Tersijska Gergana Topalowa | 3:6, 6:4, [10:1] |
| 2.  | 2. Juli 2022    | Prokuplje | ITF W15   | Sand      | Marija Scholochowa | Polina Bachmutkina Darja Lodikowa    | 7:64, 6:2        |

## Persönliches
Katherina ist die Tochter von Nikolay Dimitrov und Veliana Dimitrova und hat eine Schwester.